# 李福平
李福平（1924年—），男，江苏苏州人，中国含能材料专家，曾任华东工学院研究员、博士生导师。